# Colorado Tennis Classic
Il Colorado Tennis Classic è stato un torneo professionistico di tennis giocato su campi in cemento. Faceva parte dell'ATP Challenger Series. Si sono giocate le sole edizioni del 2000, 2003 e 2004 a Denver, negli Stati Uniti. 

## Albo d'oro

### Singolare
| Anno       | Campione      | Finalista           | Punteggio     |
| ---------- | ------------- | ------------------- | ------------- |
| 2004       | Brian Baker   | K.J. Hippensteel    | 7–6(5), 6–4   |
| 2003       | Arvind Parmar | Jeff Salzenstein    | 6–4, 6–4      |
| 2002- 2001 | Non disputato | Non disputato       | Non disputato |
| 2000       | Lior Mor      | Alejandro Hernández | 6–3, 6–4      |

### Doppio
| Anno       | Campioni                           | Finalisti                     | Punteggio     |
| ---------- | ---------------------------------- | ----------------------------- | ------------- |
| 2004       | Brian Baker Rajeev Ram             | Jamie Delgado Jonathan Marray | 6–2, 6–2      |
| 2003       | Rohan Bopanna Aisam-ul-Haq Qureshi | Josh Goffi Jason Marshall     | 4–6, 6–3, 6–4 |
| 2002- 2001 | Non disputato                      | Non disputato                 | Non disputato |
| 2000       | Jonathan Erlich Lior Mor           | Noam Behr Andy Ram            | 6–4, 5–7, 6–2 |